# Saint-Ambroix (Gard)
Saint-Ambroix település Franciaországban, Gard megyében. Lakosainak száma 3353 fő (2022. január 1.). Saint-Ambroix Les Mages, Meyrannes, Molières-sur-Cèze, Potelières, Saint-Brès és Saint-Victor-de-Malcap községekkel határos.

## Népesség
A település népessége az elmúlt években az alábbi módon változott:
| Lakosok száma | 4164 | 3845 | 3517 | 3559 | 3247 | 3197 | 3162 | 3351 | 3324 | 3353 |
|               | 1968 | 1982 | 1990 | 2006 | 2013 | 2015 | 2017 | 2019 | 2020 | 2022 |